# Tres Alpes
Tres Alpes (Three Alps) e название на трите малки римски провинции, западно от Алпите с имената:
- Пенински Алпи (Alpes Graiae или Alpes Poeninae)
- Котски Алпи (Alpes Cottiae) и
- Приморски Алпи (Alpes Maritimae).

Трите провинции са организирани през 16 – 14 пр.н.е.